# Pete Conrad
Charles „Pete“ Conrad, Jr. (* 2. Juni 1930 in Philadelphia, Pennsylvania; † 8. Juli 1999 in Ojai, Kalifornien) war ein US-amerikanischer Astronaut. Er war der dritte Mensch auf dem Mond.

## Leben

### Jugend
Conrad wuchs in einer Familie auf, die ihr Vermögen in der Weltwirtschaftskrise verloren hatte. Durch die Förderung seines Onkels konnte er in Haverford auf eine Privatschule gehen. Behindert durch seine Legasthenie fiel er jedoch durch und musste die Schule verlassen.
Conrad ging dann auf die Darrow School in New Lebanon, wo er durch ein anderes Lernsystem gute Erfolge aufweisen konnte. Nach seinem Abschluss 1949 erhielt er nicht nur die Zulassung zur Princeton University, sondern auch ein Stipendium der US-Marine.
Seit er 15 Jahre alt war, übernahm Conrad Gelegenheitsarbeiten auf dem Flugplatz in Paoli, um im Gegenzug Mitfluggelegenheiten ergattern und gelegentlich das Steuer übernehmen zu können. Noch als Schüler machte er selbst den Pilotenschein.

### Marine
Conrad schloss sein Studium an der Princeton University 1953 mit dem Diplom in Luftfahrttechnik ab und ging anschließend zur US-Marine, wo er Pilot wurde. Später wurde er Ausbilder, dann ab Februar 1958 Testpilot an der Naval Air Station Patuxent River. Er diente auf dem Flugzeugträger Ranger.

### NASA

#### Auswahl und Ausbildung
Als militärischer Testpilot kam Conrad Anfang 1959 auch in die engere Auswahl für die Astronauten der ersten NASA-Gruppe für das Mercury-Programm. Conrad musste sich medizinischen Tests in der Lovelace Clinic in New Mexico unterziehen, zeigte sich dort jedoch sehr unkooperativ und schied aus dem Auswahlverfahren aus.
Als die NASA im April 1962 eine zweite Astronautengruppe rekrutierte, wurde Conrad von Alan Shepard dazu überredet, sich zu bewerben. Dieses Mal wurde Conrad ausgewählt und als einer der neun neuen Astronauten am 17. September 1962 von der NASA der Öffentlichkeit vorgestellt. Nach der Grundausbildung übernahm Conrad als Spezialgebiet das Cockpitlayout und die Systemintegration für das Gemini-Raumschiff.

#### Gemini 5 und 8

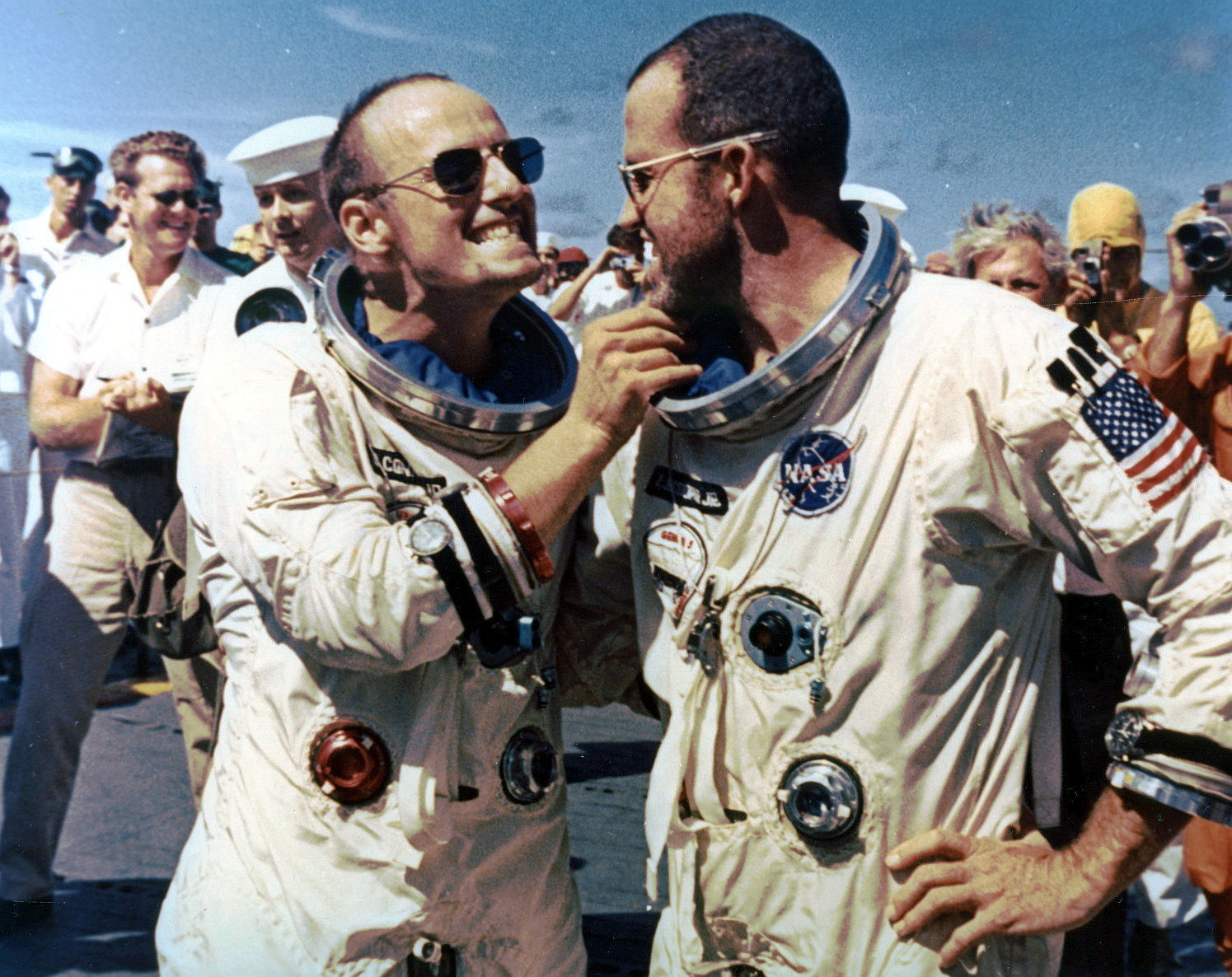
Nach der Landung von Gemini 5 durch Wasserung stehen Pete Conrad (li.) und Gordon Cooper an Deck des Flugzeugträgers Lake Champlain. Conrad bringt Cooper scherzhaft bei, „Cheese“ für die Fotografen zu sagen.

Am 8. Februar 1965 wurde Conrad als Pilot für die Mission Gemini 5 nominiert. Zusammen mit seinem Kommandanten Gordon Cooper sollte er einen Langzeitflug unternehmen und den Dauerrekord wieder in die USA holen. Dieser Flug war der erste, für den die NASA ein offizielles Abzeichen genehmigte.
Der Start von Gemini 5 erfolgte am 21. August 1965, die Landung nach knapp acht Tagen am 29. August. Dieser Langzeitrekord wurde bereits im Dezember 1965 von der Mannschaft von Gemini 7 auf knapp 14 Tage verbessert.
Kurz nach der Landung, am 20. September 1965 wurde Conrad als Ersatzkommandant der Mission Gemini 8 nominiert, bei der erstmals eine Kopplung im Weltraum stattfinden sollte. Der Flug fand im März 1966 statt, ohne dass Conrads Einsatz notwendig wurde.

#### Gemini 11
Zwei Tage nach der Landung von Gemini 8, am 19. März 1966, wurde Conrad als Kommandant des Fluges Gemini 11 nominiert. Als Pilot wurde ihm Richard Gordon zugeteilt. Bei den kurzen Flügen gegen Ende des Gemini-Programms standen Rendezvous, Kopplung und Weltraumausstiege im Vordergrund der Missionsplanung.
Der Start von Gemini 11 erfolgte am 18. September 1966. Conrad und Gordon koppelten während der ersten Erdumkreisung an eine zuvor gestartete Agena-Stufe und ließen sich von ihr auf die Rekordhöhe von 1374 km bringen. Zuvor hatte Gordon einen Ausstieg von 33 Minuten Dauer durchgeführt.

#### Apollo D und Apollo 9
Nach Abschluss der Mission Gemini 11 wurde Conrad sofort in das Apollo-Projekt versetzt. Er war neben Grissom, McDivitt, Schirra, Borman und Stafford einer der sechs Astronauten, die als Kommandanten der ersten Apollo-Missionen nominiert worden waren. Conrad war ab Dezember 1966 als Ersatzkommandant für die Mission E vorgesehen, die die Apollo-Mondfähre in einer hohen Erdumlaufbahn testen sollte. Nach der Katastrophe von Apollo 1 im Januar 1967 wurden alle Pläne auf Eis gelegt.
Im November 1967 wurde eine neue Planung veröffentlicht, die Conrad als Ersatzkommandanten des zweiten bemannten Apollo-Flugs, der Mission D (geplant als Apollo 8) vorsah. Die Mitglieder seiner Mannschaft waren Richard Gordon, mit dem er schon zusammen in Gemini 11 geflogen war, und Alan Bean, für den er sich persönlich eingesetzt hatte. Nach der damals üblichen Regel, dass eine Ersatzmannschaft drei Flüge später die Hauptmannschaft bildete, hatte Conrad damit gute Chancen, Kommandant der Mission G (geplant als Apollo 11) zu werden, bei der die erste bemannte Mondlandung durchgeführt werden sollte. Conrad war auf dem besten Weg, der erste Mensch auf dem Mond zu werden.
Durch eine Umplanung der NASA im Sommer 1968 wurde jedoch ein Mondflug ohne Landefähre zwischen die Missionen C und D geschoben. Durch diesen Flug Apollo 8 wurde der Test der Mondfähre in der Erdumlaufbahn mit Apollo 9 nummeriert. Der Flug fand im März 1969 statt, Conrad kam nicht zum Einsatz und diente als Capcom.

#### Apollo 12

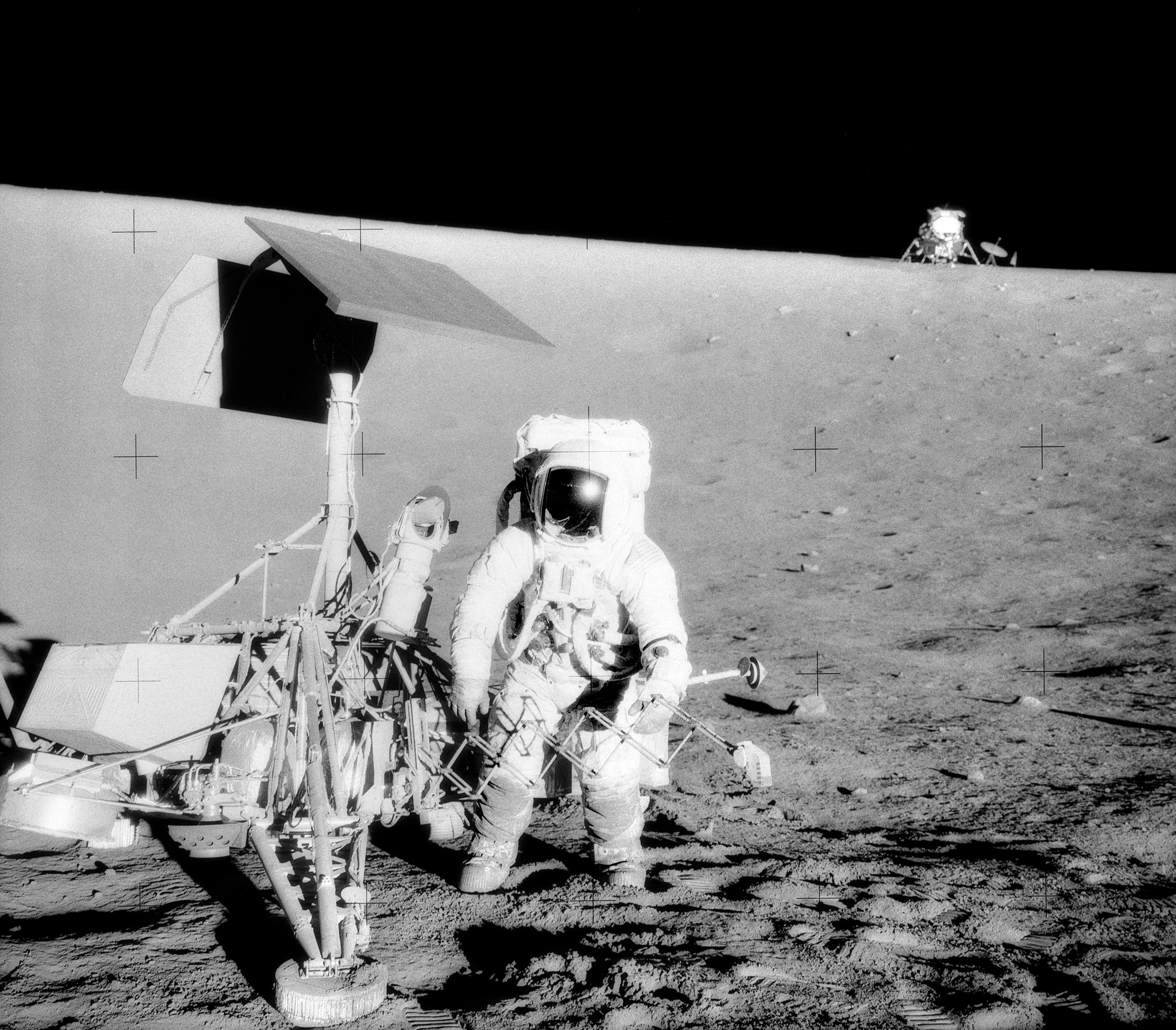
Pete Conrad bei Surveyor 3

Wie erwartet wurden Conrad, Gordon und Bean im April 1969 als Mannschaft von Apollo 12 nominiert. Nachdem mit Apollo 10 die Generalprobe in der Mondumlaufbahn und mit Apollo 11 die erste bemannte Mondlandung geglückt war, sollten mit dieser Mission eine präzise Landung und mehr wissenschaftliche Experimente durchgeführt werden. Der Start von Apollo 12 erfolgte am 14. November 1969. Während des Starts schlugen zwei Blitze in die Saturn-Rakete ein, wodurch verschiedene Systeme ausfielen, es entstand jedoch kein Schaden.
Am 19. November setzten Conrad und Bean mit der Mondfähre Intrepid im Ozean der Stürme auf. Als Conrad die Mondoberfläche betrat, jubelte er:

“Whoopee! Man, that may have been a small one for Neil, but that's a long one for me.”

„Hoppla! Mann, das war vielleicht für Neil ein kleiner, aber ein großer für mich.“

Damit spielte der auf den Satz von Neil Armstrong „It’s one small step for man...“ und seine eigene geringe Körpergröße an. Wie Conrad später verriet, handelte es sich um eine Wette mit der italienischen Journalistin Oriana Fallaci, die davon überzeugt war, dass die NASA den Astronauten vorschrieb, was sie zu sagen hätten. Conrad hielt 500 Dollar dagegen, dass er sagen könne, was er wolle.
Conrad und Bean stellen auf dem Mond das erste Experimentalpaket ALSEP auf, das auch nach ihrer Rückkehr wissenschaftliche Daten zur Erde funken sollte. Nach einer Ruhepause von 12 Stunden in der Mondfähre begaben sich Conrad und Bean zur Mondsonde Surveyor 3, von der sie nur 160 Meter entfernt gelandet waren. Sie montierten einige Teile ab, damit sie auf der Erde untersucht werden konnten.
Nach insgesamt 31 Stunden auf dem Mond starteten Conrad und Bean wieder zum Mutterschiff und landeten zusammen mit Gordon am 24. November wieder auf der Erde.

#### Skylab
Nach Abschluss der Mission Apollo 12 arbeitete Conrad an der ersten amerikanischen Raumstation Skylab. Am 19. Januar 1972 wurde er von der NASA als Kommandant der ersten von drei Besatzungen bekannt gegeben.
Beim Start am 14. Mai 1973 wurde Skylab jedoch stark beschädigt, so dass nicht klar war, ob die geplante Mission von vier Wochen Dauer stattfinden konnte. Der für den Folgetag geplante Start der Mannschaft mit der Missionsbezeichnung Skylab 2 wurde verschoben und erfolgte dann am 25. Mai. Zusammen mit dem Piloten Paul Weitz und dem Wissenschaftsastronauten Joseph Kerwin näherte sich Conrad im Apollo-Raumschiff der Raumstation, um die Schäden zu inspizieren. Ein Solarzellenträger hatte sich verklemmt, der andere war beim Start vollständig abgerissen worden.

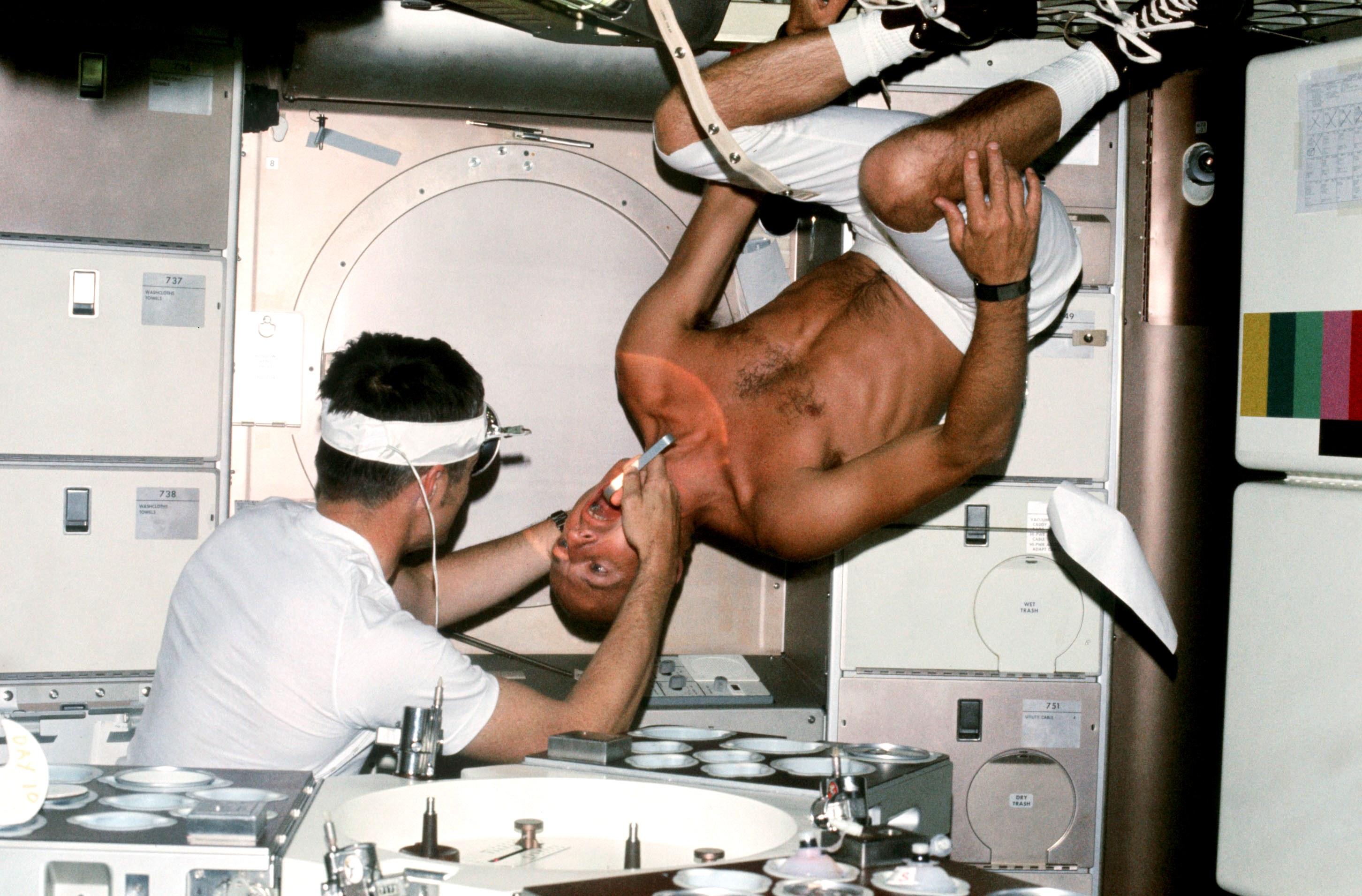
Pete Conrad unterzog sich einer zahnärztlichen Untersuchung in der Schwerelosigkeit

In einem riskanten Manöver versuchten Conrad, Weitz und Kerwin, den verklemmten Solarzellenträger aus der geöffneten Apollo-Luke von Hand zu lösen, doch das schlug fehl. Die Astronauten nahmen die Raumstation dennoch in Betrieb. Am 7. Juni versuchten Conrad und Kerwin bei einem Weltraumausstieg erneut, den Träger zu lösen, was schließlich mit viel Mühe gelang, womit Skylab auch langfristig genutzt werden konnte. Einen weiteren Ausstieg unternahm Conrad am 19. Juni zusammen mit Weitz.
Nach der Landung am 22. Juni 1973 hatte Conrad (wie zuvor Jim Lovell und John Young) die Rekordmarke von vier Raumflügen erreicht. Außerdem hielt er nun mit 49 Tagen den Rekord für die längste Gesamtdauer im All und zusammen mit Weitz und Kerwin mit 28 Tagen den für den längsten Raumflug.
Auf seinen Skylab-Flug war Conrad besonders stolz. Es war nicht zuletzt dem Einsatz der drei Astronauten zu verdanken, dass die erste amerikanische Raumstation in Betrieb genommen werden konnte und alle drei geplanten Missionen in voller Länge durchgeführt wurden.
Die Zahnmedizin unternahm den ersten Schritt ins Weltall, als sich Pete Conrad in der Raumstation Skylab einer zahnärztlichen Untersuchung in der Schwerelosigkeit durch Kerwin unterzog, der auch Fliegerarzt war.

### Nach der NASA
Schon während seiner Zeit bei der NASA, zwischen dem Mondflug und der Vorbereitung auf Skylab, hatte Conrad als Berater für die Firma Butler Aviation gearbeitet.
Im Dezember 1973 schied Conrad aus der Marine und aus der NASA aus. Danach arbeitete Conrad bei der Firma American Television and Communications Corporation (ATC) in Denver. Er war dort für den Betrieb und den Ausbau von Kabelfernsehnetzen verantwortlich. Parallel dazu beriet er auch die Firma Martin Marietta Corporation bei der Konzeption des geplanten Weltraumteleskops LST (Large Space Telescope).
Am 1. März 1976 wechselte Conrad zu McDonnell Douglas in St. Louis, wo er im Marketingbereich aufstieg. Im Jahr 1990 wechselte Conrad in den Raumfahrtbereich der McDonnell Douglas Space Company. Er arbeitete dort an der Entwicklung eines einstufigen Raumtransporters (SSTO, single stage to orbit) und dessen Prototyps Delta Clipper.
Am 31. März 1996 schied Conrad bei McDonnell Douglas aus, zog nach Kalifornien und kümmerte sich um seine eigene Firma Universal Space Lines. Sein Ziel war es, Raumflüge für Privatpersonen erschwinglich zu machen.

### Tod
Am 8. Juli 1999 unternahm Conrad einen Motorradausflug mit seiner Frau und Freunden. In der Nähe von Ojai kam er in einer leichten Kurve von der Straße ab. Zuerst hielt man seine Verletzungen für nicht allzu schwerwiegend, doch im Krankenhaus in Ojai hatte er zunehmend Atemnot und sein Blutdruck sank. Er wurde sofort operiert, doch sein Zustand verschlechterte sich weiter, und etwa fünf Stunden nach dem Unfall starb er an inneren Blutungen. Er wurde auf dem Nationalfriedhof Arlington mit militärischen Ehren beigesetzt. Auf dem Grabstein wird Conrad mit der Bezeichnung „An Original“ gewürdigt.

## Sonstiges

### Absprung wegen Treibstoffmangels
Am 10. Mai 1972, während der Vorbereitung auf die Skylab-Mission, war Conrad mit einer Northrop T-38 auf dem Rückflug von Dover (Delaware), wo er den Raumanzughersteller ILC Industries besucht hatte. Über die Dobbins Air Reserve Base in Georgia flog er zur Ellington Air Force Base bei Houston. Während des Landeanflugs wurde er aufgrund des schlechten Wetters zum nahegelegenen William P. Hobby Airport umgeleitet. Den dortigen Landeanflug im Gewitter brach er ab, nachdem ein Bordgenerator ausgefallen war, was den Verlust von Cockpitbeleuchtung und Navigationssystemen verursachte. Conrad brach den Landeanflug in 800 ft (ca. 240 m) Höhe ab, und der Generator nahm danach den Betrieb wieder auf.
Conrad ließ sich zur Randolph Air Force Base bei San Antonio umleiten, wo er im Sichtflug hätte landen können. Als sich herausstellte, dass er nicht genügend Treibstoff an Bord hatte um Randolph zu erreichen, wurde er zur Bergstrom Air Force Base bei Austin (Texas) umgeleitet. Gerade als er Bergstrom erreichte, ging dem Flugzeug der Treibstoff aus. Conrad katapultierte sich in 3.700 ft (ca. 1.100 m) Höhe mit dem Schleudersitz aus dem Flugzeug und landete am Fallschirm nur etwa 100 m vom Flugplatzgebäude entfernt. Seine Maschine zerschellte in unbewohntem Gebiet.
Ein Untersuchungsausschuss unter dem Vorsitz des Astronauten Stuart Roosa kam nach 14 Monaten zum Schluss, dass eine Platine der Bordelektrik offenbar nicht ausreichend gegenüber Feuchtigkeit geschützt war und zum Ausfall des Generators geführt hatte. Der Ausschuss empfahl Konstruktionsänderungen, um das Eindringen von Wasser zu verhindern.

### Rekordflüge
Einen Rekordflug unternahm Conrad in der Klasse der Landflugzeuge zwischen 6000 und 9000 kg Startgewicht. Zusammen mit Mark Calkins, Paul Thayer und Daniel Miller flog er vom 12. bis zum 14. Februar 1996 in einem Learjet rund um die Welt und erreichte dabei eine Durchschnittsgeschwindigkeit von 752 km/h.

### Sportwagen und Autorennen
Conrad war ein Liebhaber schneller Autos und fuhr selbst Autorennen. Einen wichtigen Beitrag zur Sicherheit leistete er, als er Mitte der 1960er Jahre den Rennfahrer Bill Simpson auf das feuerfeste Material Nomex hinwies, das von dem Chemiekonzern DuPont aus Aramidfasern hergestellt wurde. Simpson produzierte daraus Feuerschutzkleidung, die ab 1967 von fast allen Fahrern des Indianapolis 500 getragen wurde.
Wie viele andere Astronauten hatte Conrad die Möglichkeit, eine Chevrolet Corvette für den symbolischen Preis von 1 US-Dollar pro Jahr zu leasen. Während der Vorbereitung zur Mission Apollo 12 fuhren Conrad, Gordon und Bean Corvettes mit aufeinander abgestimmtem Design. Conrads Nummernschild war „CDR XII“, gemäß seiner Funktion als Kommandant von Apollo 12.
Conrad meldete sich zusammen mit Stephen Behr und John Buffum in einem Porsche 914/6 für das 12-Stunden-Rennen von Sebring am 20. März 1971, konnte sich aber nicht klassifizieren.

## Ehrungen

### Zu Lebzeiten
Pete Conrad erhielt zahlreiche Auszeichnungen, darunter
- die Congressional Space Medal of Honor (Oktober 1978, als einer der ersten sechs Astronauten)[2]
- zwei Mal die NASA Exceptional Service Medal[2]
- zwei Mal die NASA Distinguished Service Medal[2]
- zwei Mal die Navy Distinguished Service Medal[2]
- die Juri-Gagarin-Goldmedaille der FAI (1970)[2]
- die FAI-Goldmedaille (1974)[2]
- die Aufnahme in die National Aviation Hall of Fame (1980, als vierter Astronaut)[2]

### Postum
Im Johnson Space Center in Houston hat die NASA für jeden verstorbenen Astronauten einen Baum gepflanzt, die zu Weihnachten mit Scheinwerfern beleuchtet werden. Der Baum, der Pete Conrad gewidmet wurde, wird im Gegensatz zu den anderen nicht mit weißem Licht, sondern in rot bestrahlt, um den bunten Charakter von Conrad zu unterstreichen.

“When you can’t be good, be colorful.”

„Wenn du schon nicht gut sein kannst, sei wenigstens bunt.“

Die Stiftung X-Prize Foundation vergibt seit 2007 jährlich einen Preis mit der Bezeichnung Pete Conrad Spirit of Innovation Award. Ausgezeichnet werden damit Schülergruppen, die innovative Ideen für die Raumfahrtindustrie haben.

## Privates
Conrad heiratete im Juni 1953 und hatte mit seiner Frau vier Söhne. Die Ehe wurde 1988  geschieden, Conrad heiratete später ein zweites Mal.

## Motorsport-Statistik

### Sebring-Ergebnisse
| Jahr | Team              | Fahrzeug      | Teamkollege  | Teamkollege | Platzierung     | Ausfallgrund |
| ---- | ----------------- | ------------- | ------------ | ----------- | --------------- | ------------ |
| 1971 | Ralph Meaney Inc. | Porsche 914/6 | Stephen Behr | John Buffum | nicht klassiert |              |